# David Carnegie, IV conte di Northesk

Stemma Northesk

David Carnegie (1675 – 14 gennaio 1729) è stato un nobile scozzese.

## Biografia
Nacque da David Carnegie, III conte di Northesk e da Elizabeth Lindsay. 
Sposò Lady Margaret Wemyss, figlia di James Wemyss, Lord Burntisland e Margaret Wemyss, III contessa di Wemyss, il 29 gennaio 1697 ed ebbe nove figli:
- Lady Margaret Carnegie (6 dicembre 1697 - 7 luglio 1722)
- Lady Elizabeth Carnegie (2 gennaio 1699 - 21 settembre 1767)
- David Carnegie, V conte di Northesk (11 giugno 1701 - 24 giugno 1741)
- Ammiraglio George Carnegie, VI conte di Northesk (2 agosto 1716 - 20 gennaio 1792)
- Lady Anne Carnegie (18 marzo 1700 - 1º febbraio 1733)
- Lady Christian Carnegie (29 maggio 1703 - 1º aprile 1787)
- Lady Mary Carnegie (7 luglio 1712 - 29 novembre 1798)
- Lady Henrietta Carnegie (14 giugno 1714 - ...)
- James Carnegie (... - ... defunto giovane)

Svolse i seguenti incarichi:
- Commissario per le forniture del Perthshire (1696),
- Sceriffo del Forfarshire (1702),
- commissario del tesoro scozzese (1705-08) e del Commercio e della Produzione (1711),
- Lord della Polizia,
- sostenitore dell'Unione,
- rappresentante dei Pari (Conservatori) per la Scozia (1708-1715).

Morì il 14 gennaio 1729.